# Кімінг
Кімінг (нім. Chieming) — громада в Німеччині, розташована в землі Баварія. Підпорядковується адміністративному округу Верхня Баварія. Входить до складу району Траунштайн.
Площа — 37,74 км2. Населення становить 5026 ос. (станом на 31 грудня 2020).